# Khaosan Pathet Lao

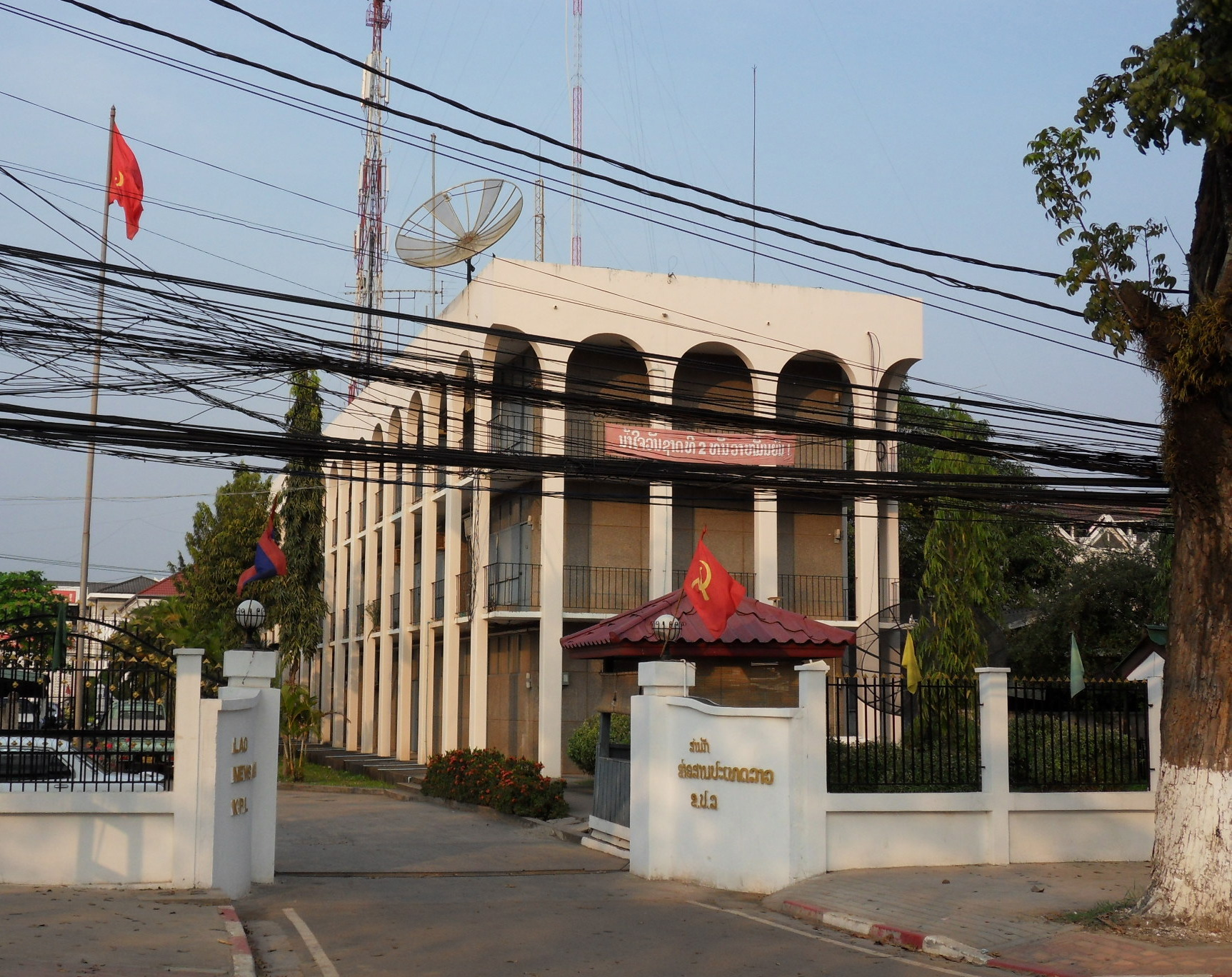
Sitz der Khaosan Pathet Lao in Vientiane

Khaosan Pathet Lao (KPL) (Laotische Sprache: ຂ່າວສານປະເທດລາວ) ist die staatliche, laotische Nachrichtenagentur. Ihr Hauptsitz befindet sich in Vientiane.
Sie wurde am 6. Januar 1968 in Viengsay in der Provinz Houaphanh vom Pathet Lao gegründet.
Sie bestand damals nur aus einem Dutzend Reportern und Technikern. Ihre Aufgabe war es, Nachrichten zu sammeln, zu verarbeiten und die Radiostation Pathet Laoradio, sowie die Zeitung Lao Haksat, die Sprachrohre der revolutionären Bewegung, damit zu versorgen.
Seit der Gründung der Demokratischen Volksrepublik Laos am 2. Dezember 1975 veröffentlicht die Agentur, zusätzlich zu den Nachrichten in laotischer Sprache, täglich Nachrichten in englischer und französischer Sprache.
Im April 1979 brachte die Agentur ihre erste Ausgabe des vierteljährlich erscheinenden Magazins "Pathet Lao" heraus und im Jahr 1987 erschien die erste, ebenfalls vierteljährlich erscheinende, englische Version davon. Seit dem Jahr 1997 erscheint das Magazin monatlich.
Im Anfangsstadium wurden die Nachrichten mittels Morsetelegrafie über Kurzwelle übertragen. In den 1970er Jahren wurde ein Fernschreiber für die Nachrichtenübermittlung ins Ausland eingesetzt, während im Inland weiterhin die Morsetelegrafie eine Rolle spielte.
In den 1990er Jahren wurden die technischen Einrichtungen schrittweise modernisiert. Heute arbeitet das Nachrichtenübertragungssystem mit Funkgeräten, Computern, Faxgeräten, E-Mail, Internet und Satelliten.
Die Agentur hat Niederlassungen in allen Provinzen und Bezirken des Landes. KPL hat zweiseitige Abkommen mit einer Reihe von nationalen Nachrichtenagenturen und ist Mitglied des Nachrichtenverbandes der Bewegung der blockfreien Staaten und der OANA, einem Zusammenschluss von Nachrichtenagenturen der UNESCO-Staaten in der Asien-Pazifik-Region.
KPL ist die wichtigste Nachrichtenquelle im Land. Sie versorgt Zeitungen, Radio und Fernsehstationen mit Nachrichten. KPL ist eine staatseigene Einrichtung und von der beschränkten Zufuhr von Informationen der Regierung abhängig.
2020 wurde eine Kooperation mit der vietnamesischen Nachrichtenagentur VNS unterschrieben.